# Праздники Лаоса
Здесь приводится список праздников Лаоса.

## Государственные праздники
- 1 января — Новый год
- 6 января - День Патет Лао
- 8 марта — Международный женский день
- 22 марта — день соглашения
- 1 мая — Международный день трудящихся
- 1 июня — День защиты детей
- 15 августа — День Конституции Лаоса
- 23 августа — День Победы
- 7 октября — День учителя
- 19 июля — День независимости Лаоса от Франции
- 2 декабря — Хтонг, или Национальное празднование Нового года.

## Другие праздники
- Бун Тхат Сиккхотабонг — фестиваль, посвящённый ступе Сикхотабонг в Тхакхэке.
- Февраль — фестиваль в Кхмерском храме Тямпасак.
- Апрель — Бун Пимайлао (лаосский Новый год)
- Бун Висакхабоуса он же Весак — буддийский праздник
- Июль — Бун Кхаопханса.
- Бун Кхаопадапдин (День Предков).
- Сентябрь — Бун Кхаосалак (День Предков).
- Фестиваль Пха Тхатлуанг.
- Бун Ват Пхоу.
- Бун Сонг Хыа - гонки на пирогах.